# LA バンザイ
「LA バンザイ」（原題: LA Devotee）は、アメリカ合衆国のポップ・ロック・バンドであるパニック!アット・ザ・ディスコの楽曲。2015年11月28日に5作目のスタジオ・アルバム『ある独身男の死』からのプロモーション・シングルとして発売された。作詞作曲はブレンドン・ユーリー、ホワイト・シー、ジェイク・シンクレアの共作で、プロデュースはシンクレアが手がけた。

## 歌詞
感謝祭にあたる2015年11月28日に発売された「LA バンザイ」は、ロサンゼルスへの敬意を表する曲となっている。iHeart Radioのインタビューで、ユーリーは本作について「『LA バンザイ』はロサンゼルスへのラブレターだ。もうここには7年余り住んでいて、もうじき8年になる。ここからラスベガスへはよく行くけど、その街に対して新しくてより深い感謝の気持ちがあることに気づいたんだ。マルホランド・ドライブの黒魔術や、砂漠の空の下のいくつものプールといった曲の中で歌っていることは、十分に理解するために時間をかけて本気で恋したロサンゼルスについて俺が頭の中で思い描いたすべてで、それこそが俺が本当に話したかったことなんだ」と語っている。

## 評価
『PPcorn』のフェイス・リドラーは、本作を「昔ながらのパニック!アット・ザ・ディスコの雰囲気を持つ、洗練された派手で心地良いオルタナティヴ・ロックの名曲」と評した。『USAトゥデイ』のエリザ・ガードナーは、「あまり良い思いさせないで!」とともにアルバム『ある独身男の死』における注目の曲として挙げた。『オルタナティヴ・プレス』誌は、「史上最高のパニック!アット・ザ・ディスコの曲になる運命にある」と評した。音楽ライターの高橋智樹はエモ／ポップ・パンクの沸点をあっさり刷新するような楽曲と評した。

## ミュージック・ビデオ
2016年9月22日にスカントロンとメル・ソリアが監督を務めた「LA バンザイ」のミュージック・ビデオが公開された。ミュージック・ビデオについて『ローリング・ストーン』誌のジョン・ビルシュタインは「『ストレンジャー・シングス 未知の世界』に触発された邪悪なビデオ」と称した。
ビデオは少女がフードを被った何者かに誘拐されるシーンから始まり、それに続くかたちで三角形と円の真ん中に感嘆符が描かれたミステリー・サークルが映し出される。場面が変わり、とある隠れ家では少年（演: ノア・シュナップ）が椅子に縛り付けられていて、曲が始まると「LA バンザイ」の歌詞を唱え始める（この時スクリーンには本作を歌うユーリーの姿が映し出される）。その後儀式が執り行われ、少年は誘拐された少女から謎の液体を飲まされたり、電流を流されるなどの拷問に苦しめられる。ビデオは少年が意識を失い、ゴム手袋を着けたユーリーが少年に近付くシーンで終わる。

## クレジット
※出典
- ブレンドン・ユーリー – ボーカル、ギター、ベース、ドラム、作詞作曲
- ジェイク・シンクレア – 作詞作曲、プロデュース
- ホワイト・シー – 作詞作曲、アディショナル・プロダクション
- スージー・シン – アディショナル・プロダクション、エンジニア
- ロブ・メイセス – ホーンアレンジ、指揮者
- アンディ・スニッツァー – テナー・サクソフォーン
- デイヴ・マン – テナー・サクソフォーン
- アーロン・ヘイク – アルト・サクソフォーン
- デイヴ・リーケンバーグ – バリトン・サクソフォーン
- マイク・デイヴィス – テナー・サクソフォーン
- ランディ・アンドス – バス・トロンボーン
- ジェフ・キーヴィット – トランペット
- トニー・カドレック – トランペット、フリューゲルホルン
- クラウディウス・ミッテンドーファー – ミキシング
- ピート・ライマン – マスタリング

## チャート成績

### 週間チャート
| チャート (2015年 - 2016年)    | 最高位 |
| ----------------------------- | ------ |
| US Hot Rock Songs (Billboard) | 15     |

### 年間チャート
| チャート (2016年)             | 順位 |
| ----------------------------- | ---- |
| US Hot Rock Songs (Billboard) | 57   |

## 認定
| 国/地域                          | 認定     | 認定/売上数 |
| -------------------------------- | -------- | ----------- |
| カナダ (Music Canada)            | Gold     | 40,000      |
| イギリス (BPI)                   | Silver   | 200,000     |
| アメリカ合衆国 (RIAA)            | Platinum | 1,000,000   |
| 認定のみに基づく売上数と再生回数 |          |             |